# Atletismo nos Jogos Olímpicos de Verão de 1920
Nos Jogos Olímpicos de Verão de 1920, 29 eventos do atletismo foram realizados, todos masculinos. As competições foram disputadas entre 15 e 23 de agosto.

## Medalhistas
Masculino
| Evento                                            | Ouro                                                                             | Prata                                                                      | Bronze                                                               |
| ------------------------------------------------- | -------------------------------------------------------------------------------- | -------------------------------------------------------------------------- | -------------------------------------------------------------------- |
| 100 metros detalhes                               | Charles Paddock USA Estados Unidos                                               | Morris Kirksey USA Estados Unidos                                          | Harry Edward GBR Grã-Bretanha                                        |
| 200 metros detalhes                               | Allen Woodring USA Estados Unidos                                                | Charles Paddock USA Estados Unidos                                         | Harry Edward GBR Grã-Bretanha                                        |
| 400 metros detalhes                               | Bevil Rudd RSA África do Sul                                                     | Guy Butler GBR Grã-Bretanha                                                | Nils Engdahl SWE Suécia                                              |
| 800 metros detalhes                               | Albert Hill GBR Grã-Bretanha                                                     | Earl Eby USA Estados Unidos                                                | Bevil Rudd RSA África do Sul                                         |
| 1500 metros detalhes                              | Albert Hill GBR Grã-Bretanha                                                     | Philip Noel-Baker GBR Grã-Bretanha                                         | Lawrence Shields USA Estados Unidos                                  |
| 3000 metros por equipe detalhes                   | Horace Brown Arlie Schardt Ivan Dresser USA Estados Unidos                       | Charles Blewitt Albert Hill William Seagrove GBR Grã-Bretanha              | Eric Backman Sven Lundgren Edvin Wide SWE Suécia                     |
| 5000 metros detalhes                              | Joseph Guillemot FRA França                                                      | Paavo Nurmi FIN Finlândia                                                  | Erik Backman SWE Suécia                                              |
| 10000 metros detalhes                             | Paavo Nurmi FIN Finlândia                                                        | Joseph Guillemot FRA França                                                | James Wilson GBR Grã-Bretanha                                        |
| 110 m com barreiras detalhes                      | Earl Thomson CAN Canadá                                                          | Harold Barron USA Estados Unidos                                           | Frederic Murray USA Estados Unidos                                   |
| 400 m com barreiras detalhes                      | Frank Loomis USA Estados Unidos                                                  | John Norton USA Estados Unidos                                             | August Desch USA Estados Unidos                                      |
| 3000 m com obstáculos detalhes                    | Percy Hodge GBR Grã-Bretanha                                                     | Patrick Flynn USA Estados Unidos                                           | Ernesto Ambrosini ITA Itália                                         |
| Cross-country individual detalhes                 | Paavo Nurmi FIN Finlândia                                                        | Eric Backman SWE Suécia                                                    | Heikki Liimatainen FIN Finlândia                                     |
| Cross-country por equipe detalhes                 | Paavo Nurmi Heikki Liimatainen Teodor Koskenniemi FIN Finlândia                  | James Wilson Frank Hegarty Alfred Nichols GBR Grã-Bretanha                 | Eric Backman Gustaf Mattsson Hilding Ekman SWE Suécia                |
| Revezamento 4x100 m detalhes                      | Charles Paddock Jackson Scholz Loren Murchison Morris Kirksey USA Estados Unidos | René Lorain René Tirard René Mourlon Émile Ali-Khan FRA França             | Agne Holmström William Petersson Sven Malm Nils Sandström SWE Suécia |
| Revezamento 4x400 m detalhes                      | Cecil Griffiths Robert Lindsay John Ainsworth-Davis Guy Butler GBR Grã-Bretanha  | Henry Dafel Clarence Oldfield Jack Oosterlaak Bevil Rudd RSA África do Sul | Georges André Gaston Féry Maurice Delvart André Devaux FRA França    |
| Maratona detalhes                                 | Hannes Kolehmainen FIN Finlândia                                                 | Jüri Lossmann EST Estônia                                                  | Valerio Arri ITA Itália                                              |
| Marcha atlética 3000 m detalhes                   | Ugo Frigerio ITA Itália                                                          | George Parker AUS Austrália                                                | Richard Remer USA Estados Unidos                                     |
| Marcha atlética 10 km detalhes                    | Ugo Frigerio ITA Itália                                                          | Joseph Pearman USA Estados Unidos                                          | Charles Gunn GBR Grã-Bretanha                                        |
| Salto em altura detalhes                          | Richmond Landon USA Estados Unidos                                               | Harold Muller USA Estados Unidos                                           | Bo Ekelund SWE Suécia                                                |
| Salto com vara detalhes                           | Frank Foss USA Estados Unidos                                                    | Henry Petersen DEN Dinamarca                                               | Edwin Myers USA Estados Unidos                                       |
| Salto em distância detalhes                       | William Pettersson SWE Suécia                                                    | Carl Johnson USA Estados Unidos                                            | Erik Abrahamsson SWE Suécia                                          |
| Salto triplo detalhes                             | Vilho Tuulos FIN Finlândia                                                       | Folke Jansson SWE Suécia                                                   | Erik Almlöf SWE Suécia                                               |
| Arremesso de peso detalhes                        | Ville Pörhöla FIN Finlândia                                                      | Elmer Niklander FIN Finlândia                                              | Harry Liversedge USA Estados Unidos                                  |
| Lançamento de dardo detalhes                      | Jonni Myyrä FIN Finlândia                                                        | Urho Peltonen FIN Finlândia                                                | Pekka Johansson FIN Finlândia                                        |
| Lançamento de disco detalhes                      | Elmer Niklander FIN Finlândia                                                    | Armas Taipale FIN Finlândia                                                | Gus Pope USA Estados Unidos                                          |
| Lançamento de martelo detalhes                    | Patrick Ryan USA Estados Unidos                                                  | Carl Johan Lind SWE Suécia                                                 | Basil Bennett USA Estados Unidos                                     |
| Arremesso de peso de 56 libras (25,4 kg) detalhes | Patrick McDonald USA Estados Unidos                                              | Patrick Ryan USA Estados Unidos                                            | Carl Johan Lind SWE Suécia                                           |
| Pentatlo detalhes                                 | Eero Lehtonen FIN Finlândia                                                      | Everett Bradley USA Estados Unidos                                         | Hugo Lahtinen FIN Finlândia                                          |
| Decatlo detalhes                                  | Helge Løvland NOR Noruega                                                        | Brutus Hamilton USA Estados Unidos                                         | Bertil Ohlson SWE Suécia                                             |

## Quadro de medalhas

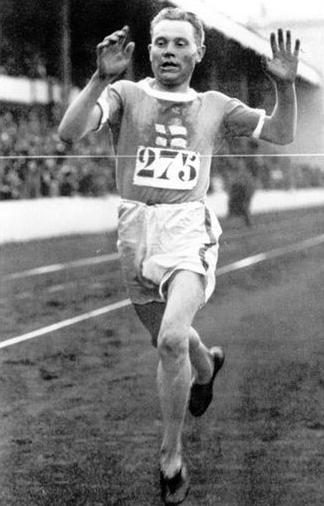
O finlandês Paavo Nurmi conquistou três medalhas de ouro e uma de prata em 1920.

| Ordem | País               | Medalha de ouro | Medalha de prata | Medalha de bronze |    |
| ----- | ------------------ | --------------- | ---------------- | ----------------- | -- |
| 1     | USA Estados Unidos | 9               | 12               | 8                 | 29 |
| 2     | FIN Finlândia      | 9               | 4                | 3                 | 16 |
| 3     | GBR Grã-Bretanha   | 4               | 4                | 4                 | 12 |
| 4     | ITA Itália         | 2               |                  | 2                 | 4  |
| 5     | SWE Suécia         | 1               | 3                | 10                | 14 |
| 6     | FRA França         | 1               | 2                | 1                 | 4  |
| 7     | RSA África do Sul  | 1               | 1                | 1                 | 3  |
| 8     | CAN Canadá         | 1               |                  |                   | 1  |
| 8     | NOR Noruega        | 1               |                  |                   | 1  |
| 10    | AUS Austrália      |                 | 1                |                   | 1  |
| 10    | DEN Dinamarca      |                 | 1                |                   | 1  |
| 10    | EST Estônia        |                 | 1                |                   | 1  |
| TOTAL | TOTAL              | 29              | 29               | 29                | 87 |